# Kobeite-(Y)
La kobeite-(Y) è un minerale appartenente al gruppo dell'euxenite.